# Yakushiji Naoki
Naoki Yakushiji (sinh ngày 20 tháng 5 năm 1978) là một cầu thủ bóng đá người Nhật Bản.

## Sự nghiệp câu lạc bộ
Naoki Yakushiji đã từng chơi cho JEF United Ichihara.